# 沈大成
沈大成（1700年—1771年），字学子，号沃田，清朝经学家。

## 生平
六世祖沈笃，迁居松江郡城。生于康熙三十九年（1700年）十月二十五日，为次男，笃志经学，多闻博学，与惠栋友善，惠栋称其“搜择融洽而无所不贯”，康熙五十七年赘于妻李氏家，康熙五十八年己亥（1719）參加縣試，学使谢坤侯阅其卷，惊异取冠。雍正五年（1727），妻卒。雍正六年（1728）二月，父沈矞堂卒于官，沈大成奔赴，被李杰选刁难，入狱一年。自此，家道中落。乾隆二年（1737）入王恕幕府。张凤孙称其为“一代之通儒”。晚年游歷淮扬，乾隆十三年（1748）在安徽，入潘思榘幕；乾隆二十年，盐运使卢见曾邀為上賓。期間與惠棟協助刊刻《雅雨堂藏書》。乾隆二十五年（1760），與戴震在揚州同校何義門手校《水經注》本。又曾校定《梅氏历算丛书》。乾隆二十七年（1762）卢见曾离任，又馆于盐商江春寓所。乾隆三十六年（1771年）卒。李慈铭評“乾隆中经儒之称诗者，沃田最胜，兰泉次之……”。著有《学福斋集》。王昶《国朝词综》收其词三首。